# Ian Ferguson (piragüista)
Ian Gordon Ferguson (Taumarunui, 20 de julio de 1952) es un deportista neozelandés que compitió en piragüismo en la modalidad de aguas tranquilas.
Participó en cinco Juegos Olímpicos de Verano entre los años 1976 y 1992, obteniendo un total de cinco medallas, cuatro de oro y una de plata. Ganó cinco medallas en el Campeonato Mundial de Piragüismo entre los años 1983 y 1990.

## Palmarés internacional
| Juegos Olímpicos   | Juegos Olímpicos             | Juegos Olímpicos | Juegos Olímpicos |
| Año                | Lugar                        | Medalla          | Evento           |
| ------------------ | ---------------------------- | ---------------- | ---------------- |
| 1984               | Los Ángeles (Estados Unidos) | Medalla de oro   | K1 500 m         |
| 1984               | Los Ángeles (Estados Unidos) | Medalla de oro   | K2 500 m         |
| 1984               | Los Ángeles (Estados Unidos) | Medalla de oro   | K4 1000 m        |
| 1988               | Seúl (Corea del Sur)         | Medalla de oro   | K2 500 m         |
| 1988               | Seúl (Corea del Sur)         | Medalla de plata | K2 1000 m        |
| Campeonato Mundial |                              |                  |                  |
| Año                | Lugar                        | Medalla          | Evento           |
| 1983               | Tampere (Finlandia)          | Medalla de plata | K1 500 m         |
| 1985               | Malinas (Bélgica)            | Medalla de oro   | K2 500 m         |
| 1987               | Duisburgo (RFA)              | Medalla de plata | K2 500 m         |
| 1987               | Duisburgo (RFA)              | Medalla de oro   | K2 1000 m        |
| 1990               | Poznań (Polonia)             | Medalla de plata | K2 10 000 m      |